# Nathan Law
Nathan Law Kwun-chung (Chino: 羅冠聰; nacido el 13 de julio de 1993) es un político y activista de Hong Kong, perteneciente al campo prodemocracia. Fue Secretario General del partido separatista Demosistō y líder del "Umbrella Movement". 
Si bien fue elegido como legislador en 2016, a la edad de 23 años, fue luego descalificado del puesto tras una controversia en su toma de juramento, en el año 2017.
El 2 de julio de 2020, tras haberse aprobado la nueva ley de seguridad nacional por parte de China, Law anunció que había escapado de Hong Kong con destino desconocido. Desde su cuenta de Twitter ha dicho que ha elegido continuar su activismo desde el extranjero en lugar de mantenerse en secreto o ser procesado en Hong Kong por sus opiniones.

## Primeros años

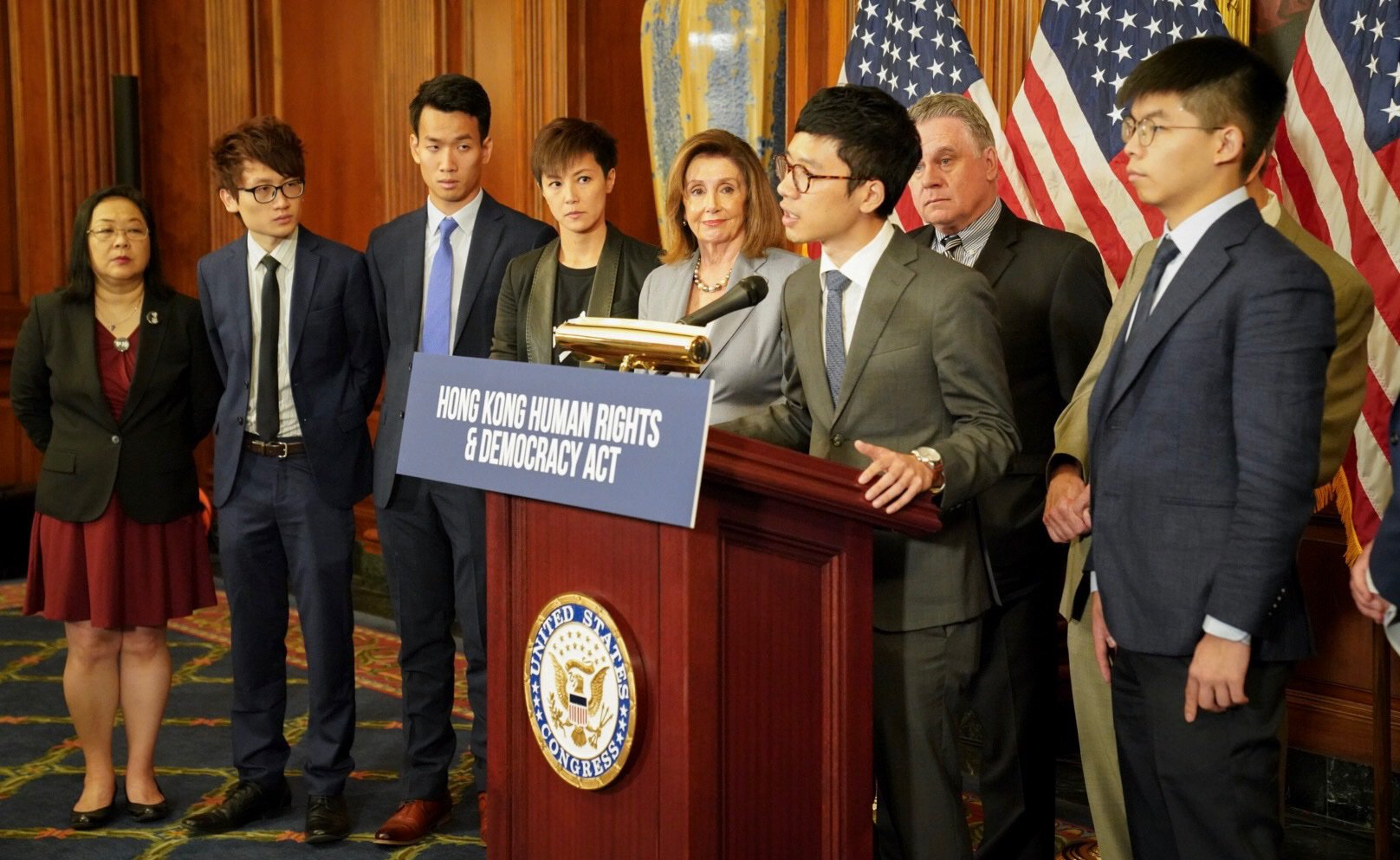
Nathan Law junto a Joshua Wong habla en el Capitolio, Estados Unidos

Law nació el 13 de julio de 1993 en Shenzhen, República Popular China, hijo de un padre chino y una madre hongkonesa. A los seis años de edad, su madre lo llevó a una reunión familiar en Hong Kong y nunca regresó con su padre. Tanto él como sus hermanos fueron criados únicamente por su madre. Luego de graduarse de la secundaria, se enroló en la Universidad Lingnan y en 2019 aceptó una beca completa en la Universidad Yale.

## Arresto

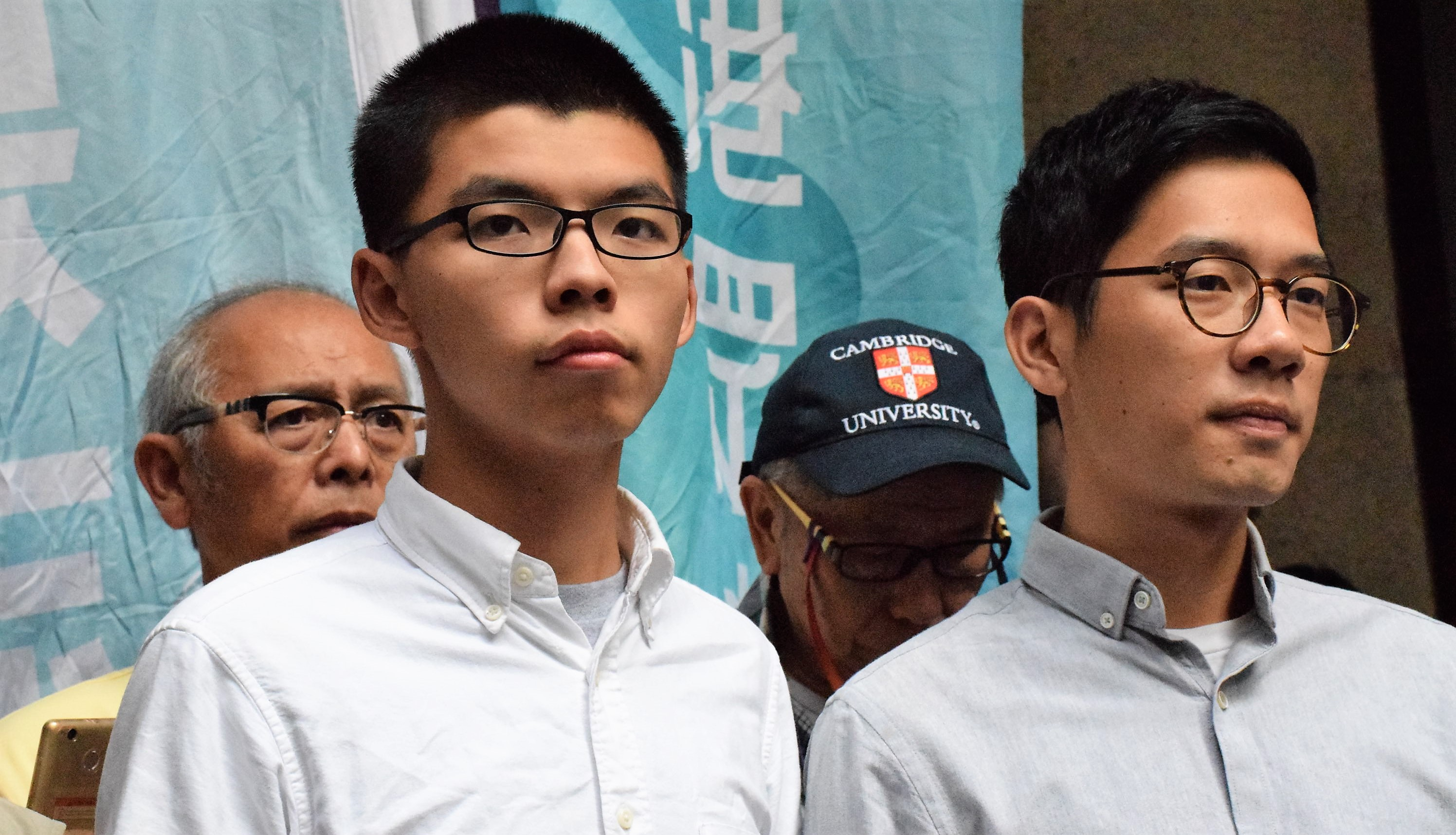
Nathan Law junto a Joshua Wong luego de su liberación de prisión el 24 de octubre de 2017

Law, junto a otros dos activistas, Joshua Wong y Alex Chow fueron encarcelados por un tiempo de entre 6 y 8 meses por ocupar distintos lugares de la ciudad de Hong Kong sin autorización. El arresto también puso fin a sus aspiraciones políticas ya que fueron descalificados de participar en política por cinco años.
El 24 de octubre de 2017, luego de pagar una fianza, Joshua Wong y Law fueron puestos en libertad condicional, mientras que Alex Chow decidió no pagar fianza y siguió sirviendo el tiempo en prisión. Bajo las condiciones, Wong y Law tenían que fijar domicilio en Hong Kong y reportarse repetidamente a la policía. 

## Nominación al Premio Nobel de la Paz
En febrero de 2018, un grupo bipartidario de legisladores estadounidenses, principalmente Marco Rubio y Chris Smith habían nominado tanto a Law, como a Joshua Wong y Alex Chow para el Premio Nobel de la Paz de 2018 por sus "esfuerzos pacíficos para llevar reforma política y proteger la autonomía de Hong Kong y sus libertades garantizadas en el acuerdo Sino-Británico".

## Exilio

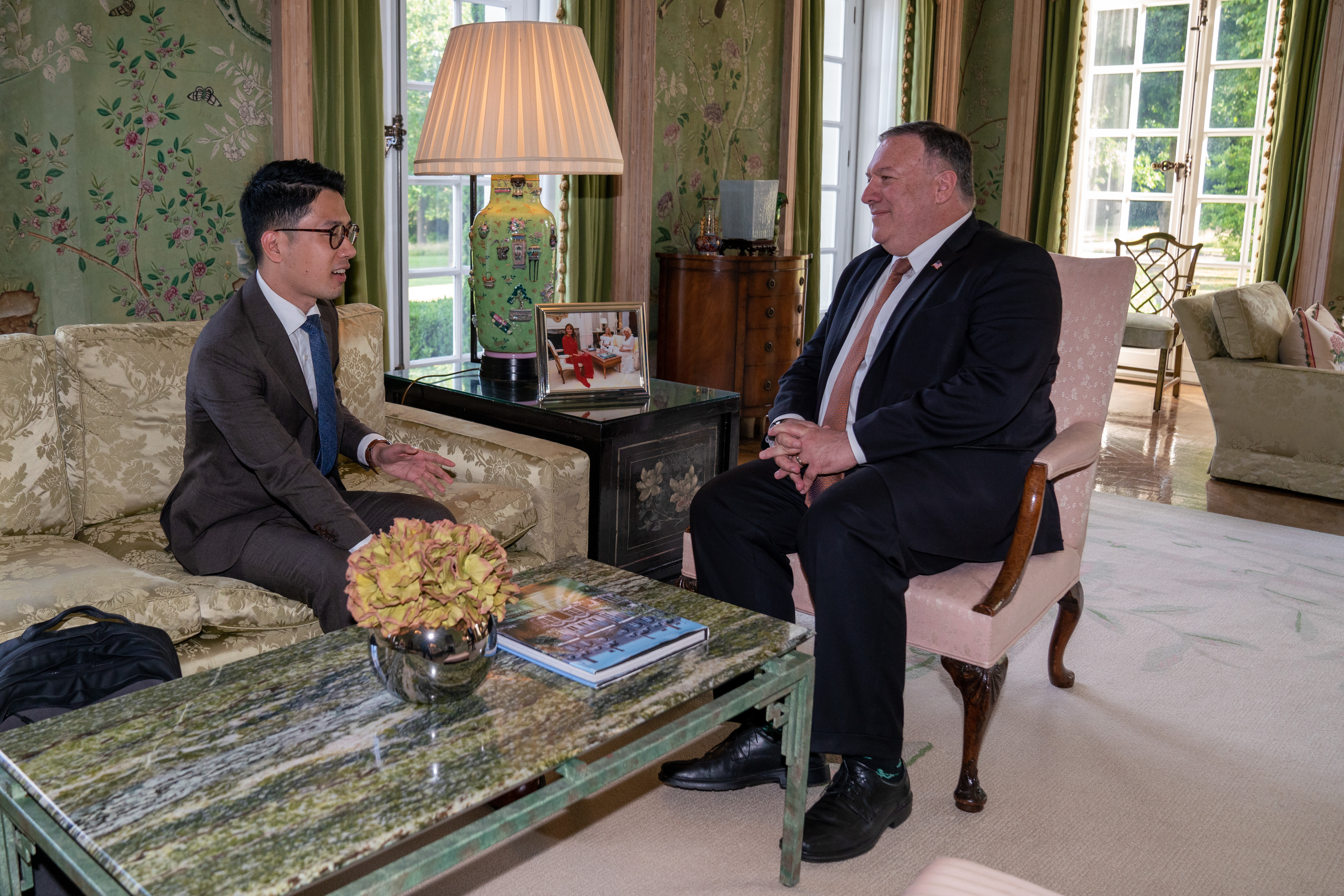
Nathan Law junto a Mike Pompeo

Horas después de promulgada la Ley de Seguridad Nacional de Hong Kong el 30 de junio de 2020, Law y otros activistas desbandaron Demosistō. El 2 de julio de 2020, Law anunció que había dejado Hong Kong por el Reino Unido y que se encontraba en Londres debido a temores sobre su seguridad personal. En el mismo mes se reunió con Secretario de Estado norteamericano Mike Pompeo para discutir los derechos humanos en China.
El 7 de abril de 2021, Law anunció en Twitter que se le había concedido asilo en el Reino Unido. Dos días después, el portavoz del Ministerio de Relaciones Exteriores de China, Zhao Lijian, criticó al Reino Unido por presuntamente "albergar a un sospechoso criminal buscado por la policía de Hong Kong". Zhao explicó además que la medida del Reino Unido fue una "grave interferencia en los asuntos judiciales de Hong Kong y una violación del derecho internacional y las normas básicas que rigen las relaciones internacionales".